# Pachyparnus erichsoni
Pachyparnus erichsoni är en skalbaggsart som först beskrevs av Waterhouse 1876.  Pachyparnus erichsoni ingår i släktet Pachyparnus och familjen öronbaggar. Inga underarter finns listade i Catalogue of Life.